# Karljohansvern

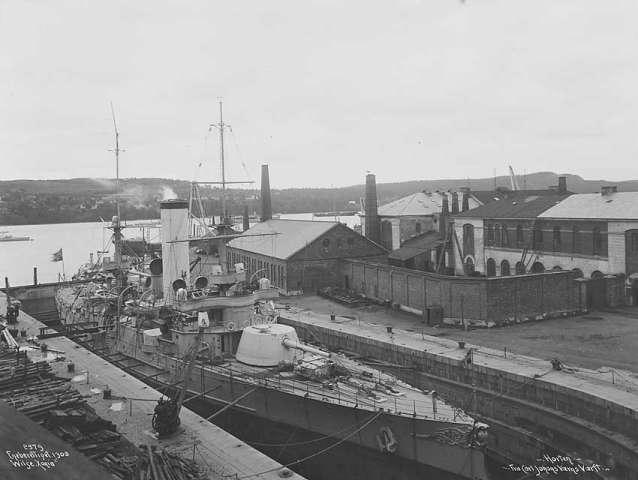
Vista del dique seco en 1903.

Karljohansvern fue la principal base de la Armada Real de Noruega entre 1819 y 1963 y se encuentra situada en Horten al sur de Noruega. Desde su cierre en 2002 es un complejo con 73 edificaciones que alberga tanto instalaciones militares como culturales.
En un principio recibió el nombre de Hortens verft pero después se cambió por Marinens Hovedværft hasta que el rey Óscar I de Suecia en 1854 la llamó Carljohansværn værft en honor a su padre Carlos XIV Juan de Suecia.
El distrito naval este del que era la sede fue desmantelado en 2002. Anteriormente albergaba el principal astillero de la Armada, la escuela naval, el museo naval y las fortalezas de Løve Norske y Citadellet . Aún alberga el museo naval y es sede de la Banda Real de la Armada y la central de inteligencia de la Armada (Forsvarets forskningsinstitutt – FFI) y de algunas instituciones educativas y culturales como el  Museo Preus de fotografía.
Desde el año 2006 todo el complejo se encuentra protegido como Patrimonio Cultural de Noruega y se puede visitar. Vealøs es la única instalación que es propiedad del Departamento de Defensa.